# Oum Hadjer
Oum Hadjer este un oraș din departamentul Batha Est, Ciad. Are un aeroport.